# Umewaka Minoru I
Umewaka Minoru I (初世 梅若 実, Shosei Umewaka Minoru, 7 juillet 1828 - 19 janvier 1909) est un acteur du théâtre nō de la fin de l'époque d'Edo et du début de l'ère Meiji du Japon. Professeur très actif du nō au cours de l'ère Meiji, il enseigne à différentes personnalités dont le peintre Kōgyo, l'écrivain Ezra Pound et l'universitaire et collectionneur d'art Ernest Fenollosa. Son journal, publié sous le titre Umewaka Minoru Nikki, s'étend sur une grande partie de sa vie et rapporte avec force détails ses activités dans le monde du nō durant l'ère Meiji.

## Source de la traduction
- (en) Cet article est partiellement ou en totalité issu de l’article de Wikipédia en anglais intitulé « Umewaka Minoru I » (voir la liste des auteurs).